# 24 Canum Venaticorum
24 Canum Venaticorum, som är stjärnans Flamsteed-beteckning, är en ensam stjärna i den norra delen av stjärnbilden Jakthundarna. Den har en genomsnittlig skenbar magnitud på ca 4,68 och är synlig för blotta ögat där ljusföroreningar ej förekommer. Baserat på parallaxmätning inom Hipparcosuppdraget på ca 18,1 mas, beräknas den befinna sig på ett avstånd på ca 180 ljusår (ca 55 parsek) från solen. Den rör sig närmare solen med en heliocentrisk radialhastighet på ca –18 km/s.

## Egenskaper
24 Canum Venaticorum är en blå till vit stjärna i huvudserien av spektralklass A4 V och är en skalstjärna med rotationsbreddade linjer i spektret. Den har en massa som är ca 1,7 solmassor, en radie som är ca 1,9 solradier  och utsänder ca 41 gånger mera energi än solen från dess fotosfär vid en effektiv temperatur på ca 8 300 K. Stjärnan har en hög projicerad rotationshastighet på 159 km/s, vilket ger den en något tillplattad form med en ekvatoriell radie som är 7 procent större än polarradien.
24 Canum Venaticorum är en misstänkt variabel stjärna, som varierar mellan visuell magnitud +4,60 och 4,70 utan någon känd periodicitet. Stjärnan visar ett betydande överskott av infraröd strålning på våglängderna 24 μm och 70 μm, vilket tyder på närvaro av en omkretsande stoftskiva, och matchar en svartkroppstemperatur på 464 K för en uppskattad omloppsradie på 1,4 AE.